# La gente honrada
La gente honrada (Les gens honnêtes vivent en France en francés) es una película franco-colombo-hispano-belga hablada en español y francés y filmada en Villa de Leyva, Bogotá y París bajo la dirección de Bob Decout.

## Reparto
- Victoria Abril como Aurore Langlois.
- Bruno Putzulu como Rodolphe Clampin.
- Hélène de Fougerolles como Agnès Leroux.
- Artus de Penguern como François Guérambois.
- Patricia Ércole como Pépa Uribé.
- Philippe Volter como Bénolo.
- Valérie Bonneton como Chloé.
- Olivier Parenty como Régis.
- Vicky Hernández como Soeur Suzanna.
- Kepa Amuchastegui como Álvarez Toledo.
- Enrique Sarasola como Arno.
- Patrick Delmas como Olivier Charpentier.

## Estreno
- Festival de Cannes: 15 de mayo de 2004
- Festival de Cartagena: 6 de marzo de 2005
- Estreno para TV: 7 de enero de 2006

- Datos: Q3236362